# Déraillement de Croydon de 2016

Lieu du déraillement

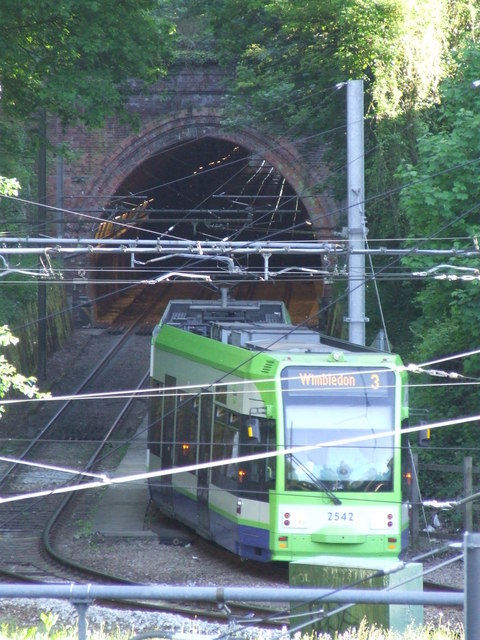
Le site du déraillement, en 2010.

Le 9 novembre 2016, un tramway exploité par Tramlink, desservant la ville de Croydon et ses environs dans le Sud de Londres, en Angleterre, a déraillé et s'est renversé sur un virage en approche d'un carrefour. Il y a eu sept morts et 58 blessés, seize d'entre eux ont subi des blessures graves. Le tramway transportait plus de 70 passagers. Il a été le premier accident de tramway mortel dans le Royaume-Uni depuis 1959.